# Eat You Alive
«Eat You Alive» (рус. Съел бы тебя живьём) — песня рок-группы Limp Bizkit, выпущенная в качестве первого сингла с четвёртого студийного альбома Results May Vary. Релиз сингла состоялся 15 сентября 2003. В записи песни не участвовал Уэс Борланд, который покинул группу в 2001 году, но позднее вернулся.
Данная песня была включена в сборники Greatest Hitz, Collected и Icon.

## Видеоклип
В видеоклипе на песню помимо участников группы снимались Тора Бёрч и Билл Пэкстон.
По сюжету клипа Limp Bizkit исполняют песню в лесу перед привязанной к стулу девушкой (роль которой исполнила актриса Тора Бёрч), поиском которой занимается множество людей. Ближе к концу клипа Фред Дёрст отпускает девушку, однако, заметив, что на его след уже вышли, скрывается в лесу и убегает.

## Список композиций
| №                   | Название            | Длительность |
| ------------------- | ------------------- | ------------ |
| 1.                  | «Eat You Alive»     | 4:12         |
| 2.                  | «Shot»              | 3:47         |
| 3.                  | «Just Drop Dead»    | 4:04         |
| Общая длительность: | Общая длительность: | 12:03        |

## Чарты
| Chart (2003)                              | Peak position |
| ----------------------------------------- | ------------- |
| Австралия (ARIA)                          | 30            |
| Австрия (Ö3 Austria Top 40)               | 16            |
| Бельгия/Фландрия (Ultratop 50)            | 12            |
| Бельгия/Валлония (Ultratop 50)            | 15            |
| Дания (Tracklisten)                       | 19            |
| Finland (Suomen virallinen lista)         | 15            |
| Франция (SNEP)                            | 16            |
| Германия (GfK)                            | 13            |
| Ireland (IRMA)                            | 27            |
| Италия (FIMI)                             | 20            |
| Нидерланды (Single Top 100)               | 36            |
| Новая Зеландия (Recorded Music NZ)        | 41            |
| Норвегия (VG-lista)                       | 17            |
| Poland (ZPAV)                             | 15            |
| Spain (PROMUSICAE)                        | 12            |
| Швеция (Sverigetopplistan)                | 31            |
| Швейцария (Schweizer Hitparade)           | 31            |
| UK Singles (The Official Charts Company)  | 10            |
| U.S. Billboard Alternative Songs          | 20            |
| U.S. Billboard Hot Mainstream Rock Tracks | 16            |